# Таракановы
Тарака́новы (Торокановы) — древний дворянский и купеческий род, различного происхождения.
При подаче документов (1686) для внесения рода в Бархатную книгу, была предоставлена родословная роспись Таракановых.
Род Таракановых внесён в VI часть родословной книги Московской губернии.
Н. А. Баскаков не сомневается в тюркском происхождении рода и выводит фамилию от тюркского «тар аган», досл. "раскиданный народ" — скитальцы, странники. Сравн. турец. taramak ağa.

## Дворянский род
Таракановы — дворянский род, восходящий к началу XVI века и угасший в начале XIX столетия.
Уже в начале XVI века отмечаются Владимир и Василий Никитичи Таракановы, московские гости (1510-1519). Матвей Тараканов, очевидно, знавший казанско-татарский язык, был государственным таможенником, переписчиком Казанского торга (1568).
Дворянский род происходит от Фёдора Ивановича Тараканова владевшего старой вотчиной своего отца (1627). Стольник Иван Никитич и его потомки владели деревнями и служили дворянские службы (1679).             Многие Таракановы служили в XVII в. стольниками и стряпчими.

## Описание герба
В щите, имеющем голубое поле, изображены золотая восьмиугольная звезда и под ней серебряная луна, рогами обращённая вверх. Щит увенчан обыкновенным дворянским шлемом и короной с пятью павлиными перьями, на коих обозначены звезда и луна. Намёт на щите голубой, подложенный золотом.
Герб внесён в Общий гербовник дворянских родов Российской империи, часть 9, 1-е отделение, стр. 65.

## Известные представители
- Тараканов Сурьян (Сунгур) - дьяк (1627-1640) воевода в Астрахани (1642), († в Астрахани 1643).
- Тараканов Фёдор Иванович - московский дворянин (1627-1629).
- Никита Ксенофонтович Тараканов, стольник, воевода на Белоозере (1647 и 1677-1678), посланник в Крыму (1682).
- Тараканов Никита Сурьянович - стряпчий (1658-1676).
- Таракановы: Яков и Никита Фёдоровичи - московские дворяне (1677).
- Тараканов Алексей Иванович - стольник царицы Натальи Кирилловны (1692).
- Тараканов Венедикт Иванович - стольник царицы Евдокии Фёдоровны (1692).
- Таракановы: Степан Иванович, Фёдор, Семён, Иван и Василий Никитичи - стольники (1676-1692)[3][4].
- Алексей Иванович Тараканов - сенатор и губернатор в Смоленске (1730), начальник ландмилицких полков на Малороссии и член военной коллегии.

## Купеческий род
Таракановы — старинный московский купеческий род, известный по меньшей мере со времён Ивана Грозного.